# Joël Andrianomearisoa
Né en 1977 à Antananarivo, Madagascar, Joël Andrianomearisoa est un artiste qui vit et travaille entre Paris et Antananarivo. Architecte de formation, il est diplômé de l’École spéciale d’architecture (Paris) en 2003.

## Biographie
Joël Andrianomearisoa naît et grandit à Antananarivo, et traverse la période de révolution socialiste menée par le capitaine de frégate Didier Ratsiraka qu'il surnomme « l'Amiral rouge ». Son grand-père est académicien « défenseur de la langue malgache ». Élevé dans une famille bourgeoise, au sein d'un milieu culturel en pleine ébullition, entre traditions, classicisme et modernité, il est rapidement attiré par le dessin. Il est inspiré par l'écrivain malgache Élie Rajaonarison. Il fait ses premiers pas d'artiste au milieu des années 1990 à l'âge de 18 ans. Dès le départ, son travail se concrétise par des performances qui lui valent la couverture de Revue Noire Madagascar en 1998. Il explore ensuite de nombreuses disciplines telles que la mode, le design, la vidéo, la photographie, la scénographie, l'architecture, les installations et les arts visuels.
En 1997, à l'âge de 20 ans, il entre à l'École spéciale d'architecture de Paris, après avoir hésité entre les beaux-arts et une école de design. En 2005, il obtient son diplôme d'architecte, présentant un projet entièrement graphique et textile, loin de l'approche architecturale classique et encouragé par sa directrice de recherche, Odile Decq.
Joël Andrianomearisoa a présenté son travail dans plusieurs institutions prestigieuses à travers le monde et dans le cadre de diverses manifestations majeures de l’art contemporain : il a exposé à la Kunsthalle Praha de Prague, au Dallas Contemporary, à la Smithsonian National Museum of African Art à Washington DC, au Musée d'Art contemporain africain Al Maaden (MACAAL)  à Marrakech, à la Biennale de Dakar, à la Biennale de Sydney, au Centre Pompidou à Paris, au Hamburger Bahnhof et à la Haus der Kulturen der Welt à Berlin[réf. nécessaire].
En 2019, il a représenté pour la première fois Madagascar à la 58ᵉ Biennale de Venise avec une installation monumentale I HAVE FORGOTTEN THE NIGHT,  pour son pavillon national.
Ses œuvres font partie des collections du Zeitz Mocaa (Cape Town), de la Smithsonian (Washington DC), du Studio Museum in Harlem (New York), du Musée Sztuki (Łódź) et de la collection Yavarhoussen (Antananarivo).
En 2025, trois œuvres emblématiques  entrent dans la collection permanente du Metropolitan Museum of Arts à New York.

## Œuvres

### Œuvres Monumentales
Plusieurs œuvres réalisées par l’artiste se caractérisent par leur caractère monumental et poétique comme le Labyrinthe des passions, un diptyque composé d’une grande pièce de papier de soie blanche et noire pour laquelle Joël Andrianomarisoa devient le premier artiste non Espagnol à recevoir en 2016 le prix ARCO Madrid Audemars Piguet[réf. nécessaire], ou encore I Have Forgotten the Night pour le Pavillon de Madagascar à la Biennale de Venise.
Pendant plusieurs mois, un néon géant conçu par l’artiste éclairait/surplombait de son message « Ici nous portons les rêves du monde » le fronton du Palais de Tokyo à Paris.
En 2021, il inaugure dans sa ville natale d’Antananarivo, une impressionnante sculpture sur l’avenue de l’indépendance. Cette sculpture est la première d’une série que l’artiste essaime sur plusieurs territoires. 
En 2022, dans le cadre de Mondes Nouveaux, l’artiste dévoile Au rythme de nos désirs dansons sur la vague du temp, une sculpture réalisée pour la future cité internationale de la francophonie au château de Villers-Cotterêts, inaugurée par la ministre de la culture, Roselyne Bachelot.

### Textiles et dessins
Parmi les techniques de prédilection de Joël Andrianomearisoa figurent le textile et le dessin.
En 2022 à Milan et au Domaine de Chaumont-sur-Loire, avec les herbes folles du Vieux Logis, Joël Andrianomearisoa fait un clin d’œil au poète malgache Maurice Ramarozaka dont il emprunte le titre d’un recueil pour une série de dessin en pastel, de grandes peintures textiles et de plus petites conceptions à partir d’assemblage de fil de soie d’or,.

### Collaborations
En 2019, il est invité par Dior pour confectionner sa propre version du sac Lady Dior, qui, pour cette occasion, prend le nom de Lady Dior Art. Il travaille tout l'environnement du Lady Dior Art, de sa doublure à son packaging. Il déclare avoir créé deux versions de l’objet qu’il nommera « Le labyrinthe de Lady Dior ».
Dans la continuité de son exposition au Musée des Arts décoratifs, Joël Andrianomearisoa est invité à participer à la première exposition de Dior au Moyen-Orient, au M7 à Doha (Qatar), « Couturier du Reve », en réalisant des tableaux de foulards de la maison découpés et cousus sur un mur de 20 mètres x 10 mètres en utilisant comme matière première des foulards de la maison.
En 2021, Joël Andrianomearisoa devient le septième parrain artistique de l’équipe de football de l'AS Velasca. La même année, avec la maison de parfum Diptyque, dans le cadre du 60e anniversaire de la marque, il collabore avec Olivia Giacobetti, nez de la marque, sur une fragrance particulière et rend hommage à la ville de Paris et au numéro 34 du 34 boulevard Saint-Germain, berceau de la maison.
En 2022,En 2022, il participe à l'édition d’un carnet Moleskine. 

### Produits sentimentaux
Pour toucher un public plus large, Joël Andrianomearisoa créé les Produits sentimentaux, des « objets conceptuels » mêlant l’art, le design et la mode, des créations exclusives, du ready-made, des objets portant en eux la « noblesse du quotidien ». L’artiste conçoit des formes à travers lesquelles il fait parler les émotions. Il traite les thématiques de la sentimentalité, de la mélancolie, de la tristesse ou encore du désir : « Ce sont des choses extrêmement complexes qui sont dans nos cœurs, qui ne sont pas palpables mais très universelles. Je suis toujours dans une quête permanente de la matérialisation des émotions. »,.

## Distinctions
- - 2016 : IV Audemars Piguet ARCOmadrid  Prize Madrid . Espagne
  - 2020 : Finaliste Loewe Craft Prize
  - 2019 : Chevalier de l’Ordre des Arts et des Lettres . Madagascar
  - 2024 : Chevalier des Arts et des Lettres . France
  - 2025 : Commandeur de l’Ordre des Arts et des Lettres . Madagascar